# Municipio de Williams (Illinois)
El municipio de Williams (en inglés: Williams Township) es un municipio ubicado en el condado de Sangamon en el estado estadounidense de Illinois. En el año 2010 tenía una población de 3446 habitantes y una densidad poblacional de 30,98 personas por km².

## Geografía
El municipio de Williams se encuentra ubicado en las coordenadas 39°55′31″N 89°32′42″O / 39.92528, -89.54500. Según la Oficina del Censo de los Estados Unidos, el municipio tiene una superficie total de 111.22 km², de la cual 110.96 km² corresponden a tierra firme y (0.23%) 0.26 km² es agua.

## Demografía
Según el censo de 2010, había 3446 personas residiendo en el municipio de Williams. La densidad de población era de 30,98 hab./km². De los 3446 habitantes, el municipio de Williams estaba compuesto por el 97.97% blancos, el 0.49% eran afroamericanos, el 0.26% eran amerindios, el 0.35% eran asiáticos, el 0.03% eran isleños del Pacífico, el 0.17% eran de otras razas y el 0.73% pertenecían a dos o más razas. Del total de la población el 1.04% eran hispanos o latinos de cualquier raza.